# Michele Federico Sciacca
(da Atto ed essere)
Michele Federico Sciacca (Giarre, 12 luglio 1908 – Genova, 24 febbraio 1975) è stato un filosofo e storico della filosofia italiano.

## Biografia
Nato a Giarre in provincia di Catania, nel 1908, dopo gli studi liceali classici si trasferì a Napoli, nella cui università si laureò in filosofia, nel 1930, con Antonio Aliotta. Cominciò quindi, dopo aver conseguito la libera docenza in filosofia, la carriera universitaria a Napoli, come assistente incaricato di storia della filosofia antica e collaborando come condirettore alla rivista Logos fondata e diretta da Aliotta. Nel 1946 fondò la rivista Il Giornale di Metafisica. Molto intenso fu il suo rapporto filosofico e di stima reciproca con Giovanni Gentile, un sodalizio iniziato nel 1933 e testimoniato dalla fitta corrispondenza tra i due filosofi, da cui però ben presto Sciacca si allontanò, in particolare dal filone di pensiero idealistico, per condurre la sua propria ricerca filosofica in modo più ampio, tanto da condurlo a studiare per un certo periodo, grazie alle sue conoscenze pure in campo teologico, sia la corrente del misticismo cristiano sia quella dello spiritualismo cristiano.
Conseguì l'ordinariato nel 1938, con cattedra all'Università degli Studi di Pavia, quindi insegnò, dal 1947 alla morte prematura, Filosofia teoretica presso l'Università degli Studi di Genova, che in seguito gli intitolò il proprio Dipartimento di Studi sulla Storia del Pensiero Europeo. Dal 1959 al 1974, ricoprì anche la carica di presidente dell'Accademia di studi italo-tedeschi di Merano. A Genova morì nel 1975.

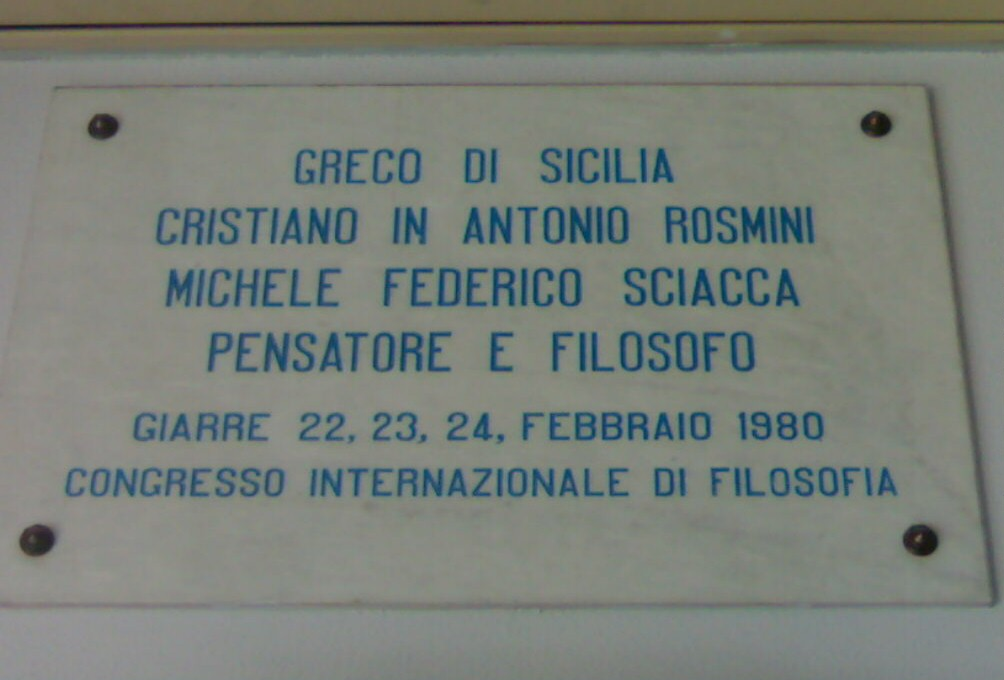
Lapide commemorativa in onore di Michele Federico Sciacca posta all'interno del liceo classico "Michele Amari" di Giarre

### Attività
Storico della filosofia, studioso e profondo conoscitore delle correnti di pensiero italiane del Risorgimento, in particolare del sacerdote e filosofo Antonio Rosmini, nonché promotore della fondazione del "Centro Internazionale di Studi Rosminiani" di Stresa nel 1966, Sciacca è una delle principali figure dello spiritualismo filosofico del Novecento, a cui pervenne dopo i primi interessi per l'attualismo gentiliano ed i successivi, più impegnativi studi sullo spiritualismo cristiano, anche interpretandolo in modo originale, delineando un particolare percorso di continuità che, connettendo la metafisica classica al pensiero filosofico moderno, perviene a concepire un'apertura del soggetto personale – come creatura – verso l'attualità assoluta dell'Essere («filosofia dell'integralità»). La sua memoria è ricordata principalmente attraverso le opere dei suoi due allievi, Maria Adelaide Raschini e Pier Paolo Ottonello, entrambi docenti dell'ateneo genovese.
È sepolto presso il Sacro Monte di Domodossola, casa madre dei rosminiani, dove infatti riposano le spoglie di molti membri appartenuti alla congregazione.

## Opere principali
- 1936 Linee di uno spiritualismo critico - Perrella, Roma.
- 1949 S. Agostino - Morcelliana, Brescia.
- 1954 L'Anima - Morcelliana, Brescia.
- 1955 La filosofia morale di Antonio Rosmini - Fratelli Bocca, Torino.
- 1956 Atto ed essere – Fratelli Bocca, Torino.
- 1958 Interpretazioni rosminiane – Marzorati, Milano.
- 1959 Morte e immortalità – Marzorati, Milano.
- 1963 Il pensiero italiano nell'età del Risorgimento (II edizione riveduta ed aumentata) – Marzorati, Milano.[3]
- 1963 Come si vince a Waterloo – Marzorati, Milano.
- 1965-1967 La filosofia e la scienza nel loro sviluppo storico. Per i licei scientifici - Cremonese, Roma.
- 1967 Platone - Marzorati, Milano.
- 1968 Filosofia e antifilosofia - Marzorati, Milano.
- 1969 La Chiesa e la civiltà moderna - Marzorati, Milano.
- 1969 Pagine di critica letteraria (1931-1935) - Marzorati, Milano.
- 1970 L'oscuramento dell'intelligenza - Marzorati, Milano.
- 1971 Studi sulla filosofia antica. Con un'appendice sulla filosofia medioevale - Marzorati, Milano.
- 1972 Ontologia triadica e trinitaria. Discorso metafisico-teologico - Marzorati, Milano.
- 1974 L'Insegnamento della filosofia: atti del II Convegno di studi, Messina, maggio 1974 - Editrice peloritana, Messina.
- 1975 Reflexiones inactuales sobre el historicismo hegeliano - Fundación Universitaria Española, Madrid.
- 1975 Con Dio e contro Dio. Raccolta sistematica degli argomenti pro e contro l'esistenza di Dio - Marzorati, Milano (2 voll. +2).
- 1990 Ontologia triadica e trinitaria – L'Epos, Palermo.
- 1991 Atto ed essere – L'Epos, Palermo.
- 1993 Il magnifico oggi – L'Epos, Palermo.
- 1993 In Spirito e Verità – L'Epos, Palermo.
- 1993 La clessidra – L'Epos, Palermo.
- 1993 L'ora di Cristo – L'Epos, Palermo.